# Aparat półklatkowy

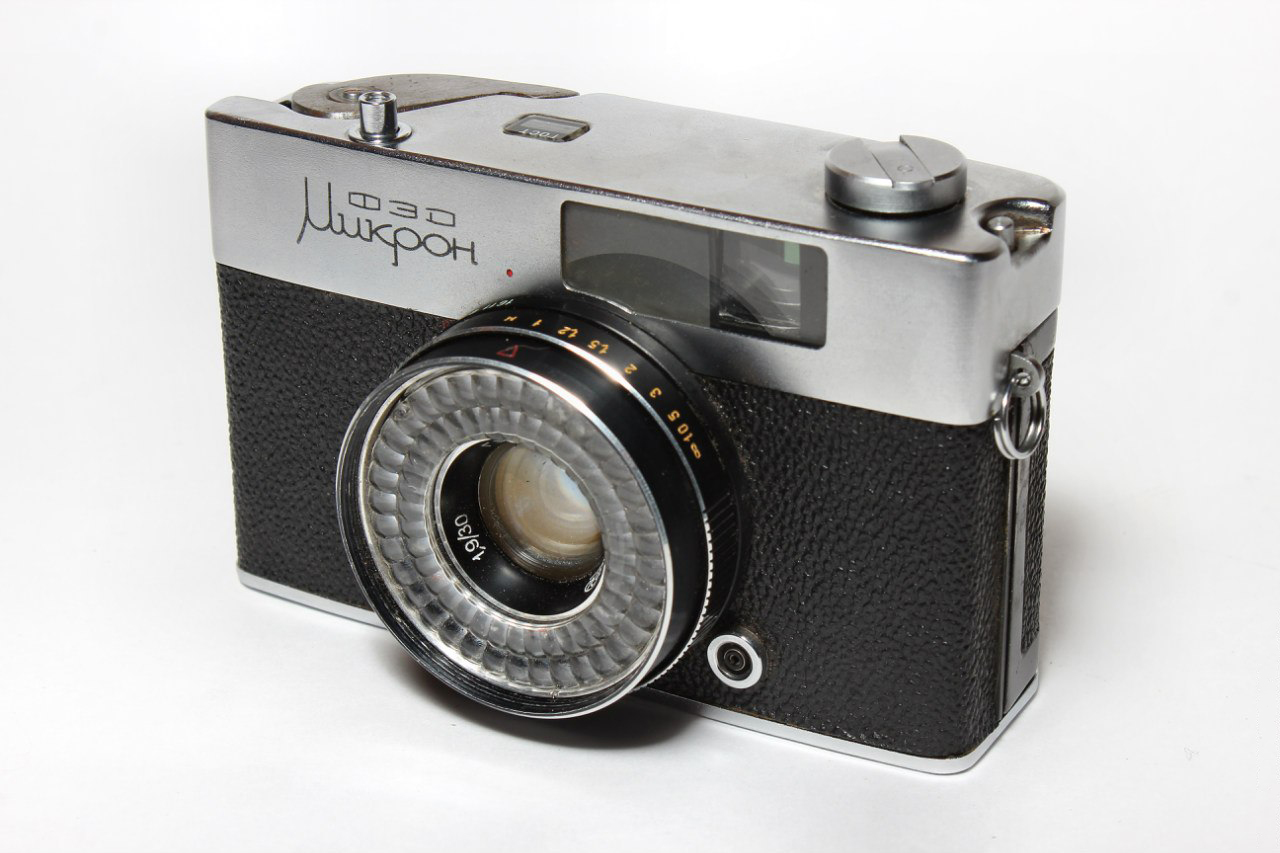
Aparat półklatkowy FED Mikron

Aparat półklatkowy - aparat fotograficzny na film perforowany typu 135, robiący zdjęcia w formacie 18mm x 24mm, zamiast 24mm x 36mm jak w przypadku standardowego aparatu małoobrazkowego. Zabieg ten umożliwiał wykonanie 72, zamiast 36 fotografii na jednej rolce filmu, kosztem niższej rozdzielczości zdjęcia i większej struktury ziarna. 
Aparaty półklatkowe były wytwarzane przez różnych producentów, takich jak MMZ (rodzina aparatów Czajka), FED (model Mikron/Mikron 2), Pentacon (Penti/Penti II), Olympus (Pen), czy KMZ (lustrzanka Narcyz).
W 2024 roku do produkcji wszedł nowy aparat półklatkowy Pentax 17.